# Hickory (Carolina del Nord)
Hickory è una città degli Stati Uniti d'America, situata nella Contea di Catawba nello Stato della Carolina del Nord.